# Jazy (Niepołomice)
Jazy – dawna wieś, a dziś część osiedla Jazy w Niepołomicach, położona w jego centralnej części. Od północy sąsiaduje z Kółkiem i Mszęcinem, od zachodu z Świdową, od południowego zachodu z Kaźmierzem, od południa i południowego wschodu z Groblą, natomiast od wschodu z Wroniarką.
W rejonie tym występuje zabudowa jednorodzinna.